# In the End (Snow Patrol)
In the End è un singolo del gruppo musicale scozzese Snow Patrol, pubblicato nel 2012 ed estratto dall'album Fallen Empires.

## Tracce
- Download digitale

1. In the End (album version) – 4:00